# Xinzhuang Shuiku
Xinzhuang Shuiku är en reservoar i Kina. Den ligger i provinsen Anhui, i den östra delen av landet, omkring 290 kilometer norr om provinshuvudstaden Hefei. Xinzhuang Shuiku ligger 45 meter över havet. Arean är 0,40 kvadratkilometer. Trakten runt Xinzhuang Shuiku består till största delen av jordbruksmark. Den sträcker sig 1,0 kilometer i nord-sydlig riktning, och 1,1 kilometer i öst-västlig riktning.
Genomsnittlig årsnederbörd är 957 millimeter. Den regnigaste månaden är juli, med i genomsnitt 202 mm nederbörd, och den torraste är januari, med 12 mm nederbörd.